# ジョウサンズ
ジョウサンズは、女性浪曲漫才トリオ。1962年（昭和37年）3月結成し新世界の新花月で初舞台、人気浪曲師の秋水嬢を中心に据えた、若手女性版の宮川左近ショー的な構成だった。活動は1975年（昭和50年）に一度解散した第1期と後に再結成された第2期に大分される。第2期は1995年（平成7年）11月に解散。
テーマ曲は「〽 さぁさぁ 出ました わたしらトリオ 歌って 笑って 朗らかに ト～リオ～ ト～リオ～ ジョウサ～ンーズ！！」。
ジョーサンズと表記される事もある。
トリオ名の由来は三人の嬢という意味でジョウ（嬢）サン（三）ズ。

## メンバー
- 日吉川秋水嬢（ひよしがわ しゅうすいじょう、本名・黒瀬（旧姓・河知）喜美子、1932年（昭和7年）6月24日 - 2016年（平成28年）11月30日）

大阪府大阪市住吉区出身。ギター担当。滑稽物で人気を取った浪曲師・二代目日吉川秋水の娘で、姉と共に浪曲出身。リーダー。1975年（昭和50年）に米国在住の人と結婚しロサンゼルスに移住、ジョウサンズを解散し芸能界から離れていたが、夫と死別して帰国。浪曲師として活動を始めるかたわら、姉のキクコと第2期ジョウサンズを再結成した。
弟子には日吉川みつ子・むつ子（解散）がいる。
- 日吉川喜久子（ひよしがわ きくこ、本名・千住（旧姓・河知）喜久子、1930年（昭和5年）5月12日 - 1996年（平成8年）4月3日 ）

住吉区出身。三味線担当。秋水嬢の姉で、同様に浪曲の曲師出身。初期の芸名はキク子やキクコや河内喜久子など様々。第1期ジョウサンズ解散後は1975年（昭和50年）1月から島キクコに改名して島ひろしとのコンビで漫才に転じたが、1976年（昭和51年）に浪曲や河内音頭の曲師に復帰、吉本興業の劇場にも出演した事がある、妹の秋水嬢が帰国すると姉妹のみで第2期ジョウサンズを再結成した。
- 日吉川スミ子（ひよしがわ すみこ、本名・滝井すみ子、1949年（昭和24年） - ）

エレキギター担当。滝井すみ子の本名で松竹芸能の女優としてスタート、その後芸人となり1971年（昭和46年）滝井スミ子の名で良子の後任で参加、廃業後スナックを経営した。

## 歴代メンバー
- 雲井 千賀子（くもい ちかこ、本名・太野千賀子、1929年（昭和4年） - ）

福岡県小倉市（現：北九州市）の生まれ。浪曲の初代京山華千代の門下になる。オリジナルメンバー、程なく脱退。
- 日吉川 トキコ（ひよしがわ ときこ、本名・寺田徳恵、1948年（昭和23年）2月9日 - ）

千賀子の後任で、音痴振りを弄られる役どころ。脱退後は漫才師に転じ、中田みゆき・ゆきみのゆきみを経て、園ひとみの名で夢乃タンゴとのコンビで永年活躍した（松竹芸能所属）。
- 日吉川 良子（ひよしがわ よしこ、本名・前田（旧姓・前山）志代子、1946年（昭和21年） - ）

和歌山県日高郡の生まれ。スミ子の後を承け参加、初期の芸名は日吉川ヨシコ。アコーディオン担当。1970年（昭和45年）10月に落語家の二代目桂枝雀と結婚し1971年（昭和46年）8月に脱退、米朝一門のホール落語の下座三味線を担当。第2期ジョウサンズには参加していない。